# Gail Ceramics International
Die Gail Ceramics International ist ein Keramikunternehmen in Pohlheim. Das Unternehmen wurde im Jahr 1891 als „Gail’sche Dampfziegelei und Thonwaarenfabrik“ vom Zigarrenfabrikanten Wilhelm Gail in Gießen gegründet. Die Gail’schen Tonwerke waren jahrzehntelang ein führendes Unternehmen der deutschen Keramikindustrie und jahrelang das größte Industrieunternehmen in Gießen. Im Jahr 1980 arbeiteten 1600 Mitarbeiter im Werk in Gießen.

## Geschichte

### Ausgangssituation
Das Gießener Becken zeichnet sich durch starke Tonschluffhaltigkeit aus. Am südöstlichen Gießener Stadtrand entlang des Erdkauter Wegs fanden sich Tonvorkommen, die sich aufgrund ihrer Feinkörnigkeit und gleichmäßigen Beschaffenheit als Ausgangsmaterial für die Herstellung von Tonkeramikprodukten hervorragend eigneten.
Um diesen Standortvorteil auszunutzen, gründete Maurermeister Wilhelm Steinbach im Jahr 1890 unter finanzieller Beteiligung von Wilhelm Gail (1854–1925) eine Dampfziegelei. Steinbach geriet jedoch schnell in finanzielle Schwierigkeiten. Schon 1891 übergab er das Werk an Wilhelm Gail, der daraufhin die Firma „Gail’sche Dampfziegelei und Thonwaarenfabrik“ gründete.
Wilhelm Gail war seit dem Jahr 1885 Jahr Alleininhaber der von seinem Großvater Georg Philipp Gail gegründeten Gail'schen Zigarrenfabrik und dadurch einer der reichsten Männer Gießens. Aufgrund des vorhandenen Vermögens und seiner Technikaffinität ließ Wilhelm Gail sein Haus in der Gießener Neustadt 32 (⊙) schon im Jahr 1893 mit elektrischer Beleuchtung ausstatten. Als Stromquelle diente ein transportabler Akkumulator, der regelmäßig am elektrischen Generator der Gießener Universitätskliniken aufgeladen wurde. 1896 wurde auch seine Villa in Rodheim elektrifiziert. Aufgrund seiner beiden USA-Reisen ist davon auszugehen, dass Wilhelm Gail das im Jahr 1876 von Thomas Alva Edison (1847–1931) in Menlo Park betriebene Labor kannte. Dieses gilt gemeinhin als Vorläufer und Vorbild der sich herausbildenden industriellen Forschungs- und Entwicklungsabteilungen von Unternehmen. Um sein neues eigenes Unternehmen zum Erfolg zu führen, sollte daher nicht das Prinzip „Versuch und Irrtum“ Anwendung finden, sondern Entscheidungen waren auf der Basis industrieller Forschung zu treffen. Wilhelm Gail ließ deshalb vom Berliner „Ziegeleitechnischen Büro Otto Bock“ die Werksanlage neu konzipieren. Den Vorschlägen Bocks folgend wurde ein dreistöckiges massives Ringofentrockengebäude errichtet. Das „Chemische Laboratorium für Tonindustrie“ von Dr. Hermann August Seger in Berlin untersuchte verschiedene Tonsorten und erprobte im Auftrag von Wilhelm Gail Glasur- sowie Farbgebung. Außerdem wurden mit Unterstützung der Degussa ausführliche Glasurversuche vorgenommen. Verbunden mit besseren Brennverfahren konnte dadurch eine hervorragende Ziegel- und Glasurqualität erreicht werden.

### Erste Jahre
Das neue Unternehmen beschäftigte im ersten Jahr bereits 47 Arbeiter, einen Angestellten und einen Aufseher. 1892 stellte Wilhelm Gail Raimund Wagenschein als leitenden Ingenieur ein. Dieser ließ eine neue Drahtseilbahn für die Tonförderung errichten, Kühlteiche anlegen, eine Trinkwasserquelle fassen und zahlreiche Maschinen anschaffen. Das große Vermögen des Schwiegervaters von Wilhelm Gail, Dr. Friedrich Mahla, wurde zum Rettungsanker, als in den ersten Jahren bedeutende finanzielle Verluste überstanden werden mussten.
Die damaligen Hauptprodukte des Werkes waren Verblender, schwarz glasierte Dachziegel, Drainageröhren und Steine für den Kaminbau. 1893 hatte das weiter modernisierte und ausgebaute Werk 111 Mitarbeiter.
Seit 1901 arbeitete die Fabrik mit der Darmstädter Künstlerkolonie zusammen und lieferte glasierte und unglasierte Steine für mehrere Villen und das Ernst-Ludwig-Haus. Größere Lieferungen von glasierten Steinen gingen an die Stadt Frankfurt am Main, die Stadt Darmstadt für den Bau des Hochzeitsturms und nach Bad Nauheim. Anerkennungen und Preise aus aller Welt bewiesen, dass die Produkte der Gail’schen Tonwerke zur damaligen Weltspitze gehörten.
Die seit 1904 produzierten dünnen Verblendplättchen wurden nach Sankt Petersburg, Moskau, Göteborg, Deventer und Brüssel exportiert. Gleichzeitig wurde die Produktion von Tunnelklinkern aufgenommen, die in bedeutenden Mengen für die Verblendung von Eisenbahntunneln geordert wurden.
Nach Beginn des Ersten Weltkriegs im August 1914 musste das Werk mit seinen damaligen 258 Mitarbeitern geschlossen werden, weil die Gail’schen Produkte nicht mehr in die bisherige Hauptabsatzregion Russland exportiert werden konnten.

### Stagnationsphase
1920 wurde das Unternehmen in eine Aktiengesellschaft umgewandelt und firmierte fortan unter „Wilh. Gail’sche Tonwerke AG“. Den Aufsichtsratsvorsitz übernahm Geheimrat Dr. hc. Wilhelm Gail, Stellvertreter wurde sein Sohn Dr. jur. Georg Gail (1884–1950). Den Vorstand führte Direktor Raimund Wagenschein an. 1922 musste das Werk erneut stillgelegt werden. Ende 1923 wurde der Betrieb wieder aufgenommen. Nach dem Tod seines Vaters Wilhelm im Jahr 1925 wurde Dr. Georg Gail Vorstand der „Wilhelm Gail’schen Tonwerke AG“.
Der erste Großauftrag erfolgte durch die Stadt Frankfurt für den Bau der dortigen Großmarkthalle. Zu Produktionseinbrüchen kam es durch ein Großfeuer im Jahr 1929, das das Gebäude der Ringofenanlage komplett zerstörte. Dr. Georg Gail setzte den Modernisierungsprozess fort. Ab dem Jahr 1930 wurden alle Geräte und Anlagen elektrisch betrieben. Ab 1933 standen staatliche Aufträge für Wehrmachtsbauten und Milchwirtschaftsanlagen sowie für die Erweiterung von Industriebetrieben im Vordergrund. Die Mitarbeiterzahl lag in dieser Zeit bei ca. 275. Die Ringöfen wurden auf Gasbeheizung umgestellt und neue Pressen, Transport- und Antriebsanlagen angeschafft.
Der Ausbruch des Zweiten Weltkriegs 1939 wirkte sich aufgrund der Rohstoffbewirtschaftung negativ aus. Die Wehrmachtsbestellungen konnten den Rückgang der Umsätze im privatwirtschaftlichen Sektor immer weniger ausgleichen. Durch die Bombenangriffe der Royal Air Force am 2. und 6. Dezember 1944 auf Gießen wurden die Gail‘schen Tonwerke nahezu vollständig zerstört.

### Wiederaufbau
Nach dem Ende des Zweiten Weltkriegs begann der Wiederaufbau des Unternehmens. 1947 konnte die Herstellung von Fliesen wieder aufgenommen werden. Neben der Ausstattung für Bahnhofsgebäude und Firmenhallen produzierten die Gail'schen Tonwerke vor allem Keramik für den Bau und die Reparatur von Sportanlagen und Schwimmbädern in Deutschland.
Die Tochter von Dr. Georg Gail, Irene Rumpf-Gail (1920–1991), heiratete Dr. jur. Walter Rumpf  (1914–2005). Er war der Enkelsohn von Jakob Rumpf IV., des Gründers der Schuhfabrik Irus in Butzbach. Nach dem Tod seines Schwiegervaters wurde Walter Rumpf 1950 Leiter der Wilhelm Gail’schen Tonwerke AG. Unterstützt wurde er zunächst vom Keramikfachmann Walter Pohl und später von dessen Sohn Fritz Pohl.

### Blütezeit
Als einer der ersten Keramikhersteller bot Gail Schwimmbad-Keramik mit einem farblich umfangreichen Programm an glasierten Rinnsteinen, Platten, Beckenrandsteinen, doppelseitig glasierte Zellwandsteine und Einstiegstreppen an.
Hauptprodukt waren keramische Spaltplatten. Diese Keramikfliesen wurden im 20. Jahrhundert häufig als Wand- und Bodenbelag eingesetzt. Hochwertige Architekturkeramik war in den 1960er und 1970er Jahren beim Bau von Großprojekten gefragt. Gail-Produkte fanden beispielsweise für die Verblendung des neuen Elbtunnels in Hamburg sowie beim Bau der Olympia-Schwimmhalle in München Verwendung. Gail'sche Produkte wurden beim Neubau der Schwimmbecken von insgesamt neun olympischen Sommerspielen, u. a. in Melbourne und in Montreal, verwendet.
Aufgrund des Personalmangels warb Gail Ende der 1960er Jahre in Südeuropa Arbeitskräfte an. Die neuen Produktionsmitarbeiter, die z. B. aus der strukturschwachen Extremadura stammten, wurden teilweise in auf dem Firmengelände neu errichteten Holzbaracken untergebracht.
1970 lag die Mitarbeiterzahl in Gießen bei etwa 1200. Gail hatte sich zum größten Industriebetrieb Gießens mit eigener Betriebskrankenkasse und eigener Betriebsfeuerwehr entwickelt.
1972 wurde in der brasilianischen Stadt Guarulhos ein Gail-Tochterunternehmen gegründet. Dieses nahe São Paulo gelegene Unternehmen ist bis heute brasilianischer Marktführer für Architekturkeramik. Auch in Südafrika wurde eine Gail-Produktionsstätte gegründet.
Das Gail’sche Firmengelände (⊙) erstreckte sich entlang der Bahnstrecke Gießen–Gelnhausen und wurde durch diese geteilt. Aufgrund eines eigenen Gleisanschlusses konnte ein Teil der hergestellten Produkte mittels Eisenbahn-Güterwagen abtransportiert werden. Die Produktion der verschiedenen Keramikprodukte war organisatorisch in sechs Werke unterteilt. Das älteste Produktionswerk, Werk 1, lag westlich der Bahnlinie, dessen Kern war der Ringofen. Daran schloss sich Werk 5 an. Dort kamen moderne Tunnelöfen zum Einsatz. Werk 6 wurde als weitere Produktionsstätte in Richtung Leihgesterner Weg errichtet. Die Werke 2, 3 und 4 lagen östlich der Bahnlinie in Richtung Steinberger Weg.
Auf der Ostseite des Werksgeländes befand sich auch die Werkskantine 2. Die ältere Werkskantine 1 mit der Zentralküche war auf der Westseite des Werksgeländes hinter dem Haupttor am Erdkauter Weg 40 errichtet worden. Vom Haupteingang der Werkskantine 1 aus betrachtet, befanden sich auf der linken Seite die Küche und die Essensausgabe. Auf der rechten Seite war ein kleiner Speiseraum zu finden, in dem die Angestellten an Vier-Personen-Tischen sitzend die Gerichte einnehmen konnten. Links vom Angestellten-Speiseraum befand sich der große Speisesaal, in dem die Arbeiter an Zehn-Personen-Tischen essen konnten. Die räumliche Trennung zwischen Arbeitslohn empfangenden Arbeitern und Gehalt beziehenden Angestellten wurde mit der unterschiedlichen Arbeitskleidung begründet. Während die gewerblichen Arbeitnehmer die Kantine in Blaumännern (blue collar) aufsuchten, trugen die Angestellten die für Büroarbeit übliche Geschäftskleidung (white collar). Weil die Arbeitskleidung der Arbeiter durchaus durch Ton oder Schmieröl verschmutzt sein konnte, ergab die Kantinensitzordnung aus Angestelltensicht Sinn, um die eigenen Kleidungsstücke vor eventueller Verschmutzung zu schützen.
In der am Südrand des Firmengeländes liegenden Zentralwerkstatt waren die Betriebsschlosserei, die Schweißerei, die Elektrowerkstatt und die Lehrwerkstatt untergebracht. Die Mitarbeiter der Zentralwerkstatt waren sowohl für Wartung und Reparatur der Produktionsanlagen als auch den Werkzeugbau zuständig. 
Westlich der Zentralwerkstatt befand sich ein Gebäude, in dem „Keraflair“-Großfliesen produziert wurden. Diese. besaßen eine Stärke von etwa zwei Millimetern und wurden als „keramische Tapeten“ mit Schmalfuge auf Innenwänden verlegt.
Tief- und Hochbauarbeiten wurden vom betriebseigenen Bauhof, der hinter Werk 5 lag, durchgeführt.
Ton als Ausgangsmaterial für die Keramikproduktion wurde in firmeneigenen Tongruben gewonnen. Neben Gießener Ton fand jedoch auch hochwertiger Westerwälder Ton Verwendung, der mit Lastkraftwagen zum Erdkauter Weg transportiert wurde. Die Nutzung Westerwälder Tons lag nahe, da der Großvater von Walter Rumpf mütterlicherseits der aus Wirges stammende Tongrubenbesitzer Hermann Bahl war. Aus den Gießener Tongruben, die stillgelegt (aufgelassen) worden waren, entstanden kleine Seen. Diese wurden von der betriebseigenen Angelsportgruppe mit Fischen (z. B. Karpfen) besetzt. Die Gail’schen Angelsportler nutzten dieses Freizeitangebot gerne und versorgten auch nichtangelnde Kollegen mit frischem Speisefisch.
Während die Verwaltungsmitarbeiter in der normalen Arbeitszeit (7:30 Uhr bis 16:00 Uhr) tätig waren, erfolgten die Produktionsarbeiten im Mehrschichtbetrieb. Die Frühschicht nahm um 6:00 Uhr ihre Arbeit auf. Die Spätschicht begann um 14:00 Uhr, die Nachtschicht um 22:00 Uhr. Tonaufbereitung und -verarbeitung (Pressung der Formteile bzw. Strangpressung der Spaltplatten, Trocknung, Glasuraufbringung) erfolgten im Zweischichtbetrieb. Die Brennprozesse fanden im Dreischichtbetrieb statt, da ein auf Betriebstemperatur von über 1200 °C gebrachter Tunnelofen kontinuierlich weiterbetrieben wurde.
Jede Nacht und an arbeitsfreien Tagen fanden Kontrollgänge auf dem Firmengelände statt. Diese Sicherheitsmaßnahme sollte nicht nur Diebstähle verhindern, sondern auch für einen erhöhten Brandschutz sorgen. Ein Mitarbeiter eines firmenexternen Wach- und Sicherheitsdienstes lief dazu eine vorgegebene Route ab, um zu firmenintern festgelegten Zeitpunkten an bestimmten Kontrollpunkten zu sein. Damit das Sicherheitspersonal diese Aufgabe wie gefordert durchführte, kam ein Wächterkontrollsystem zum Einsatz. An jeder Kontrollstelle befand sich ein Wandkästchen, das der Wachmann mit einem Schlüssel öffnen konnte. In jedem Wandkästchen war ein spezieller Schlüssel deponiert, mit dem der Wachmann eine mitgeführte mechanische Stempeluhr aktivieren konnte. Durch eine Umdrehung des eingesteckten Spezialschlüssels wurden die Schlüsselnummer und ein Zeitstempel zu Dokumentationszwecken auf eine eingelegte Papierrolle aufgedruckt.
Beschäftigte, die über kein eigenes Auto verfügten, konnten die firmennah gelegene Haltestelle „Gießen Erdkauter Weg“ der Bahnstrecke Gießen–Gelnhausen zum Ein- und Ausstieg nutzen. Gail-Mitarbeiter, die im östlichen Teil des Landkreises Gießen oder im westlichen Vogelsbergkreis ohne Eisenbahnanschluss wohnten, konnten in firmeneigenen Kleinbussen zum Werksgelände nach Gießen pendeln.
Einige Familien von Gail-Mitarbeitern wohnten in Werkswohnungen auf dem Firmengelände. Da auch Bereitschaftsdienste nachts und am Wochenende durch Betriebsschlosser oder -elektriker, Grubenmeister sowie Werksleiter geleistet werden mussten, war die Zurverfügungstellung von preiswerten Werkswohnungen sowohl für die Firma Gail als auch für die Mitarbeiter von Vorteil. Um genügend Wohnraum anbieten zu können, war auf dem linksseitigen Werksgelände eigens eine Reihenhaussiedlung errichtet worden.

### Niedergang
Als Nachfolger seines Vaters hatte von 1981 bis 1991 Dr. oec. Michael Rumpf-Gail den Posten des Vorstandsvorsitzenden inne. Ende der 1980er Jahre geriet das Unternehmen in finanzielle Schwierigkeiten, es folgte die Übernahme durch den japanischen Keramikhersteller Inax.
1995 wurde Gail Teil der „Boizenburg Gail-Inax AG“. Unter dem Firmenlogo „Gail Keramik Architektur“ wurden Keramikprodukte beispielsweise für die Schwimmhalle der Olympischen Sommerspiele 1996 in Atlanta geliefert.
1997 beschloss der Vorstand der „Boizenburg Gail-Inax AG“ aufgrund von Zahlungsunfähigkeit die Gesamtvollstreckung zu beantragen. Betroffen waren davon in Boizenburg etwa 400, in Gießen ca. 350 Arbeitsplätze. Der Rechtsanwalt Hans-Jürgen Lutz wurde vom Insolvenzgericht zum Insolvenzverwalter des Gießener Werks bestellt. Lutz setzte sich selbst als Geschäftsführer ein und strich in dieser Funktion bis Ende 2001 überhöhte Geschäftsführergehälter und Honorare ein. Ende 2002 setzte er sich nach Asien ab. Eine Ermittlung der Staatsanwaltschaft gegen den Insolvenzverwalter wegen des Verdachts der Unterschlagung und Untreue wurde eingeleitet, da allein beim Keramikhersteller 14 Millionen Euro aus der Insolvenzmasse fehlten.
Im Jahre 2002 übernahm der Unternehmer Iordanis Papassimeon mit Unterstützung durch die griechische Piräus-Bank Teile der Konkursmasse. Das Unternehmen firmierte als „Gail Architektur-Keramik GmbH“. Die Fliesen wurden jedoch zum großen Teil nicht mehr in Gießen produziert, sondern von anderen deutschen Produktionsstätten bezogen. Aufgrund wirtschaftlicher Turbulenzen firmierte die Firma im Jahr 2011 in „Gail Ceramics International GmbH“ um. Nachdem ab 2012 die Verluste ständig zunahmen, verkaufte die Piräus-Bank 2017 das verbliebene über 17 Hektar große Gail-Areal an eine Berliner Unternehmens-Gruppe. Die „Gail Ceramics International GmbH“ ist nun in Pohlheim ansässig.

### Weitere Nutzung des Firmengeländes
Viele Jahre lang waren zahlreiche Gebäude auf dem Gail’schen Betriebsgebäude dem Verfall preisgegeben. Die ehemaligen Produktionshallen von Werk 1 mit ihren eingestürzten Dächern und die daran angrenzenden verwüsteten Produktionsbüros verdeutlichen den Niedergang des Unternehmens und veranschaulichen die Deindustrialisierung Deutschlands. Aufgrund bestehender Einsturzgefahr wurde die frühere Werkskantine 1 vom Gießener THW-Ortsverband abgetragen. Auch ein auf dem Werksgelände stehender 52 Meter hoher ehemaliger Ziegelschornstein war durch das THW gesprengt worden.
Das aus der Gründungsphase der Gail'schen Dampfziegelei und Tonwarenfabrik stammende Comptoir- und Wohngebäude (französisch comptoir, deutsch Kontor) im Erdkauter Weg 40 wurde als zweigeschossiger Klinkerbau im Stil des Historismus errichtet. Zunächst als Verwaltungsgebäude genutzt, diente es später als Laborgebäude und Wohnhaus. Es wurde aufgrund seiner künstlerischen und handwerklichen Qualitäten als letztes Relikt des historischen Fabrikgeländes als Kulturdenkmal eingestuft. Auch dieses Gebäude bot vor Jahren ein Bild der Verwüstung.
Die Konversion der Gail'schen Industriebrache schreitet nur langsam voran. Im Neuen Verwaltungsgebäude befindet sich, wie häufig in früheren Industriegebäuden anzutreffen, ein Fitnessstudio. Auf dem östlich der Bahnlinie gelegenen früheren Gail-Gelände betreibt die „Sekundärbrennstoff Mittelhessen GmbH“ seit dem Jahr 2008 eine Aufbereitungsanlage zur Herstellung von qualitätsgesichertem Sekundär- und Ersatzbrennstoff für den Einsatz in industriellen Heiz- und Kraftwerken sowie in der Zementindustrie.
Nachdem das Gail-Areal zwischenzeitlich an eine andere Berliner Projektentwicklungsgesellschaft verkauft worden war, hat das ehemalige Gail'sche Firmengelände seit 2024 einen neuen Eigentümer. Die in Gießen ansässige Roth-Gruppe erwarb die letzte große Gießener Industriebrache mit einer eigens gegründeten Gesellschaft.

## Produkte
Das heutige Unternehmen in Pohlheim lässt Keramikprodukte produzieren, die in Schwimmbädern, als Fassaden und im industriellen Bereich Einsatz finden. Außerdem werden Schwimmbadroste und Ventiltechnik vertrieben.

## Bilder von Gebäuden

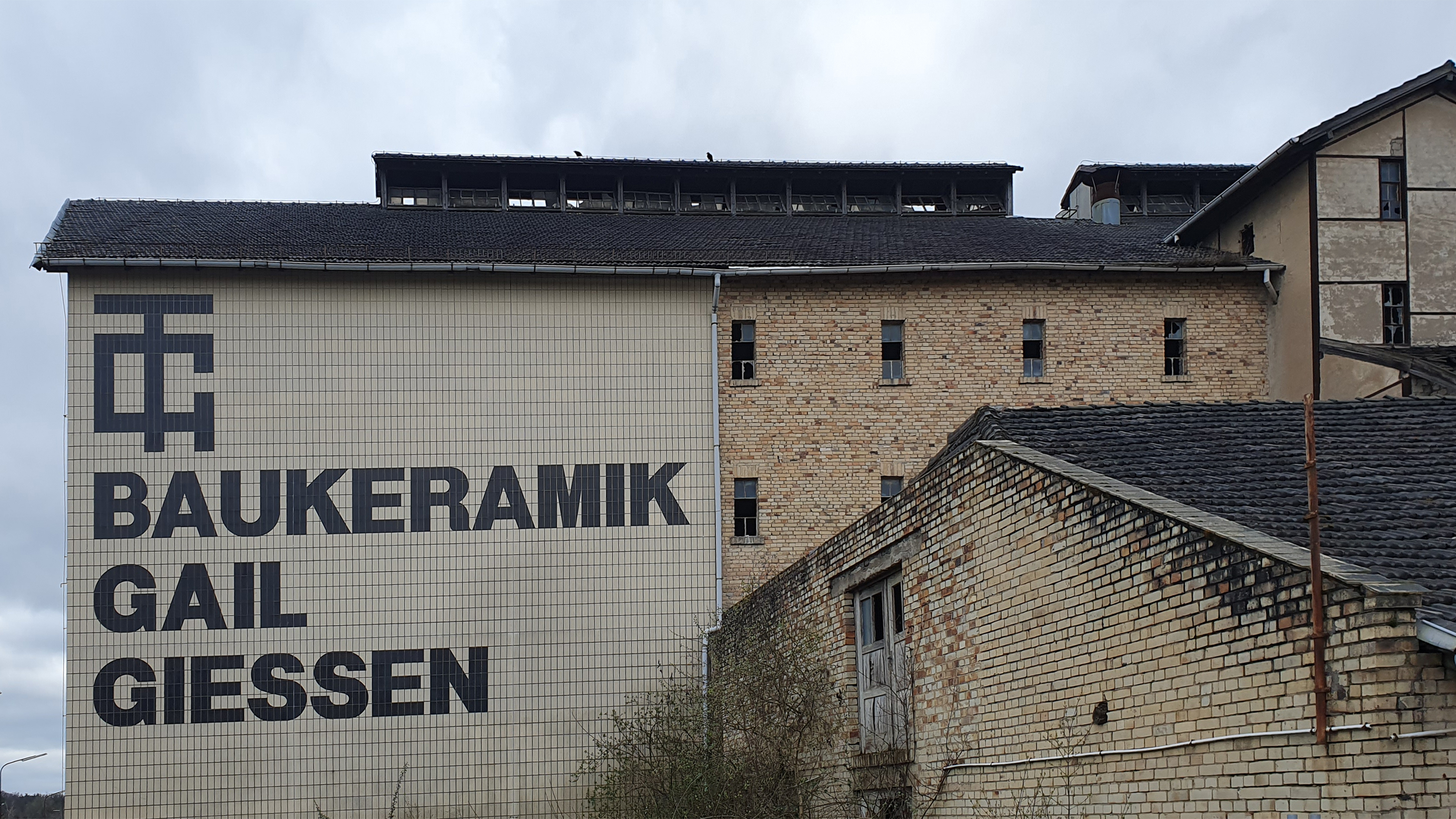
Werk 1 der Gail'schen Tonwerke in Gießen
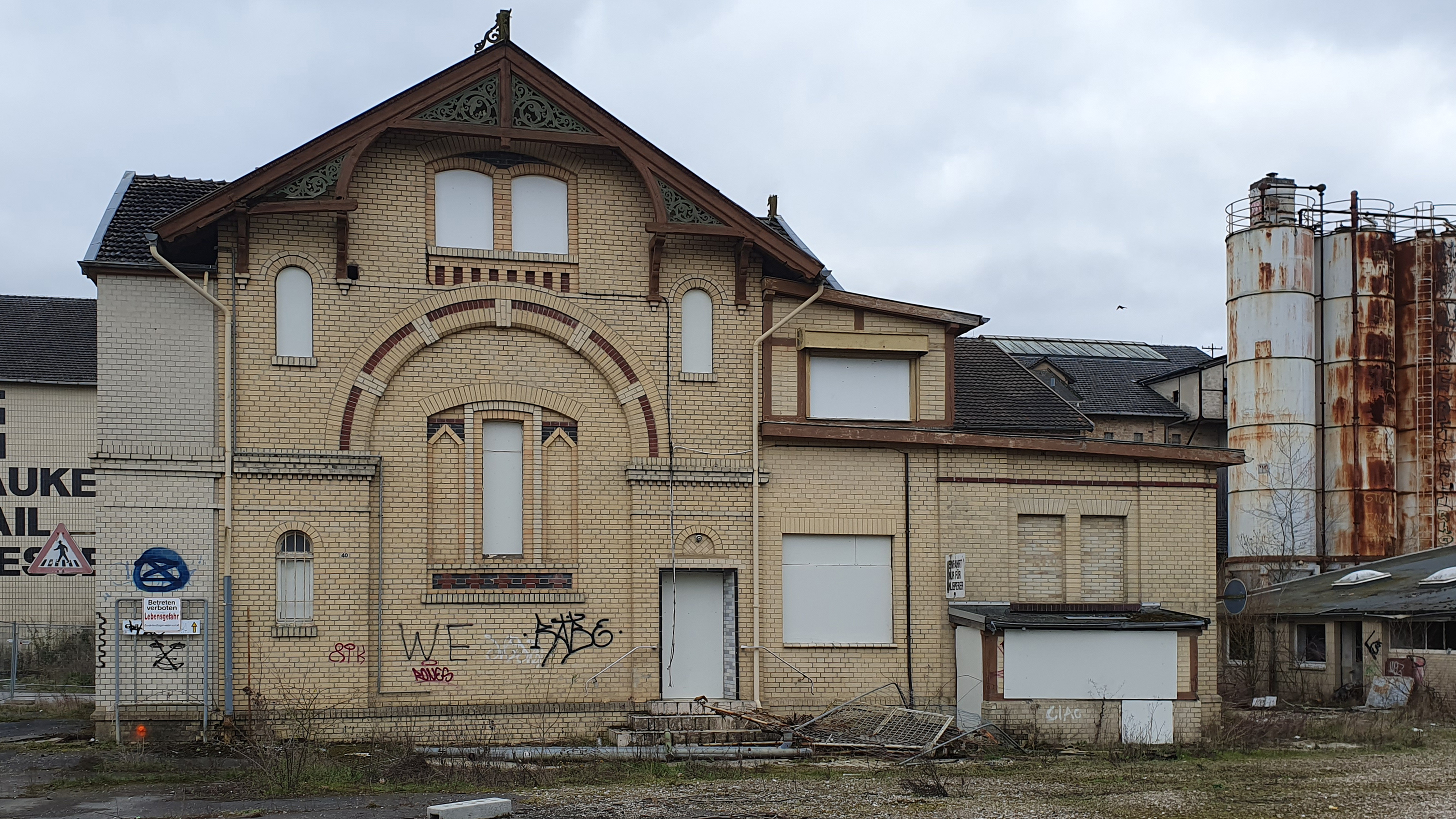
Ehemaliges Comptoirgebäude der Gail'schen Tonwerke in Gießen
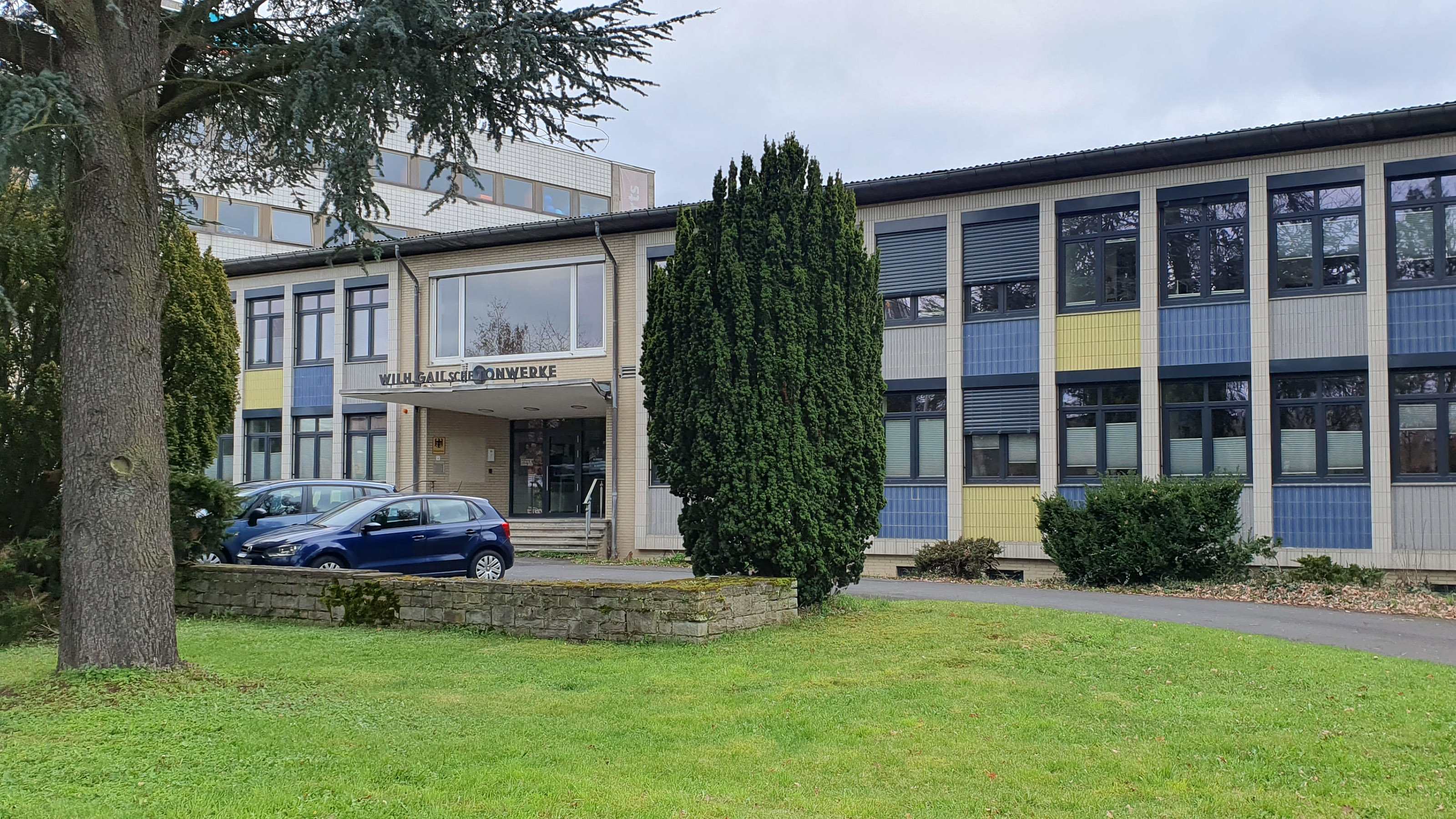
Altes Verwaltungsgebäude der Gail'schen Tonwerke in Gießen
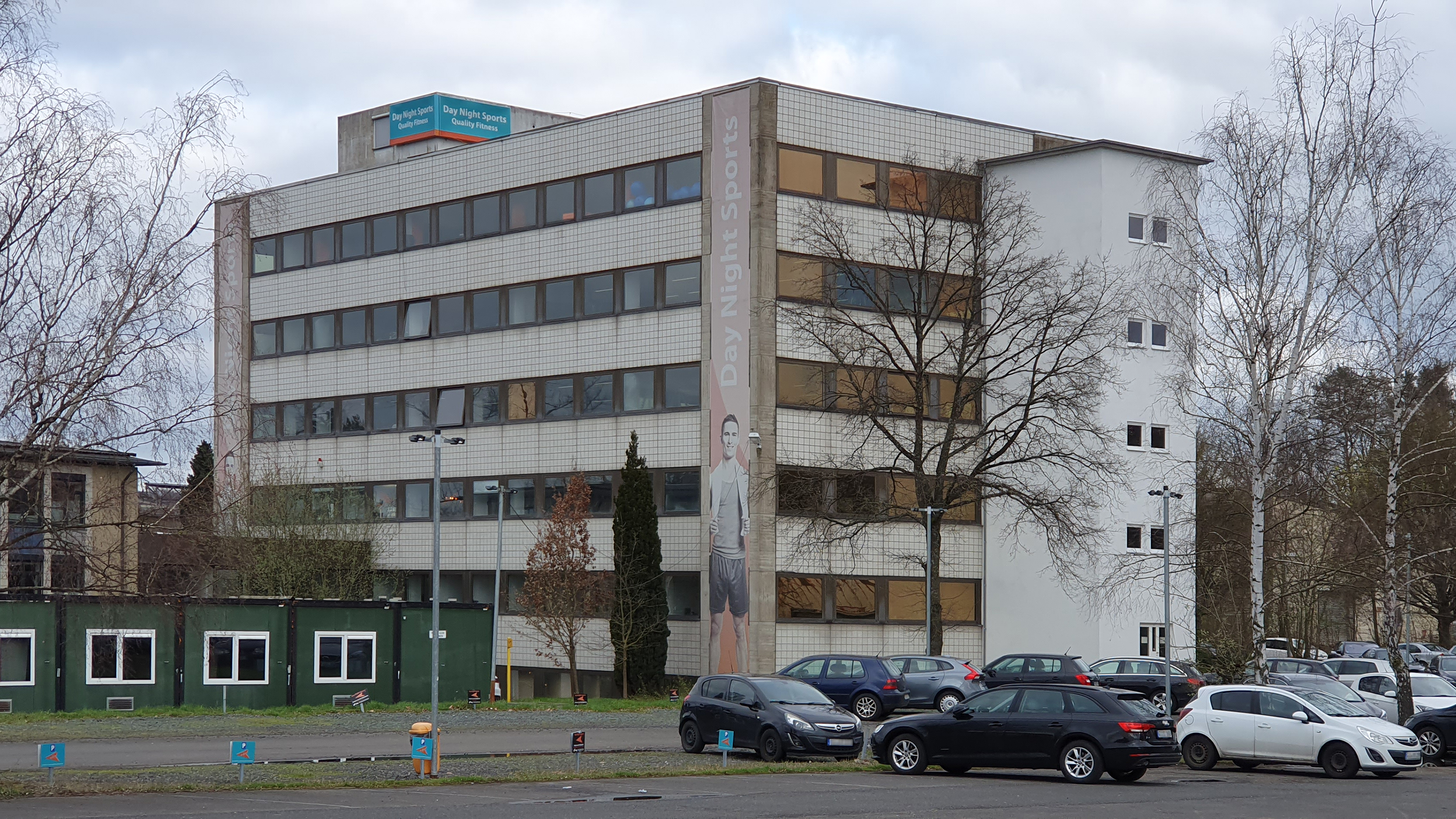
Neues Verwaltungsgebäude der Gail'schen Tonwerke in Gießen
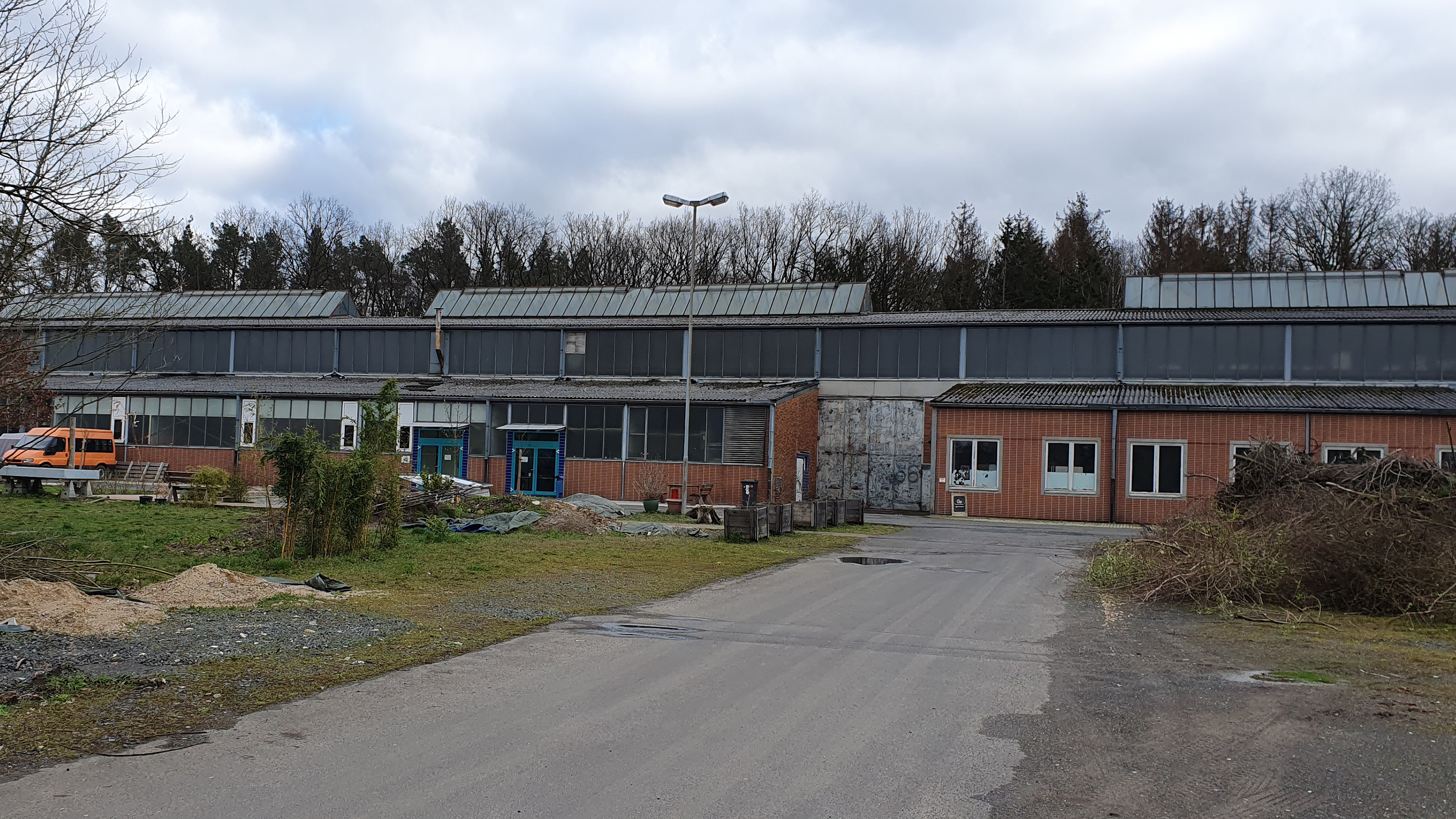
Zentralwerkstatt der Gail'schen Tonwerke in Gießen